# استان کوروسا
استان کوروسا (به لاتین: Kouroussa Prefecture) یک منطقهٔ مسکونی در گینه است که در ناحیه کانکان واقع شده‌است. استان کوروسا ۱۴٬۰۵۰ کیلومتر مربع مساحت و ۲۶۸٬۶۳۰ نفر جمعیت دارد.